# Espuri Postumi Albus Regil·lensis (cònsol 466 aC)
Espuri Postumi Albus Regil·lensis (llatí: Spurius Postumius A. f. P. n. Albus Regillensis) era fill, segons els Fasti, d'Aulus Postumi Albus Regil·lensis (cònsol 496 aC), encara que s'ha de dir que en temps tan reculats no es pot afermar aquesta filiació de manera segura.
Va ser cònsol de Roma l'any 466 aC. Va ser un dels tres comissionats enviats a Grècia per recollir informació sobre les lleis del país i va ser membre del primer decemvirat el 451 aC. A la batalla de Corbione contra els volscs i eques el 446 aC va dirigir el centre de l'exèrcit romà.